# Xylotýmvou
Xylotýmvou (grec moderne : Ξυλοτύμβου) est un village du district de Larnaca dans le sud-est de Chypre.

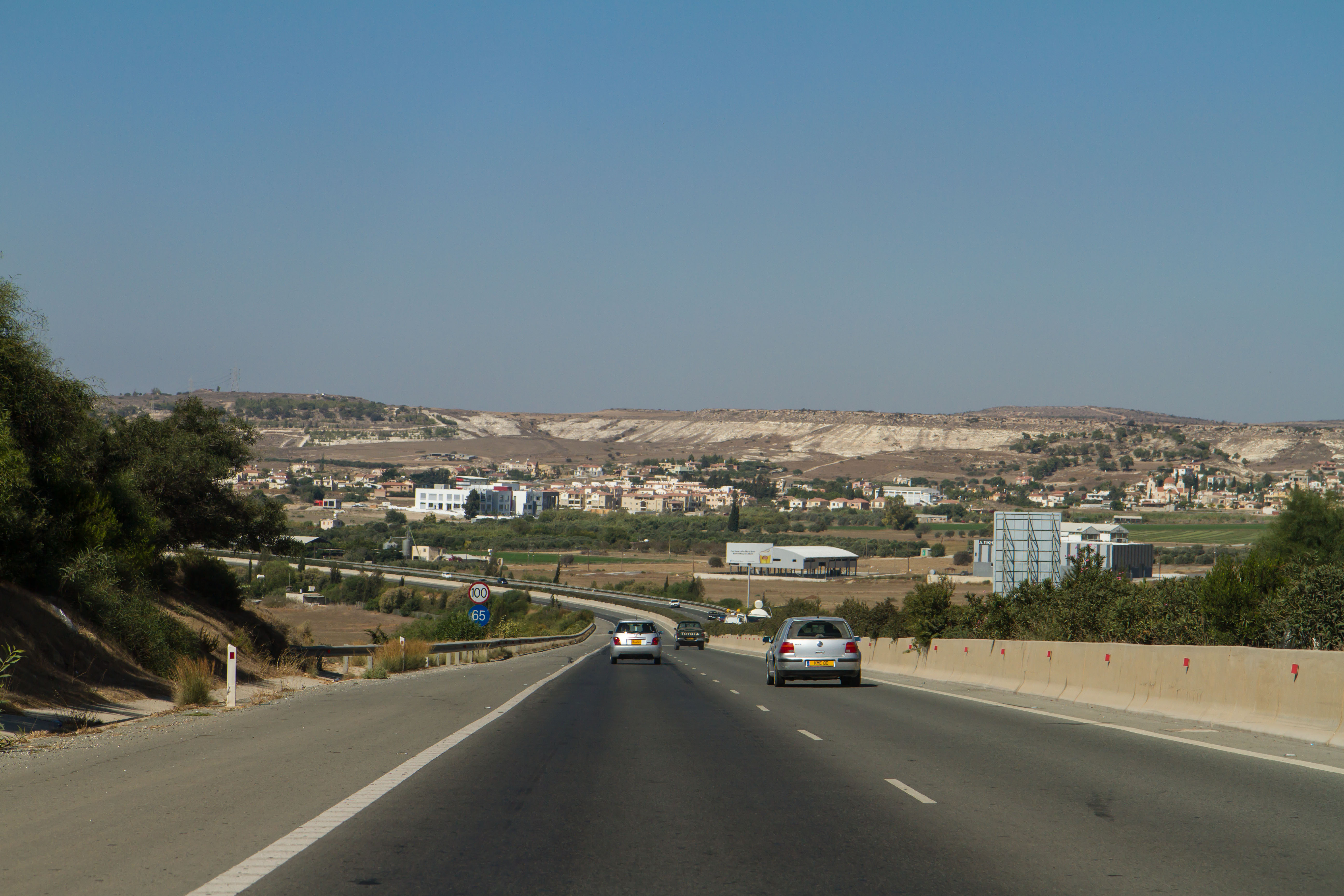
A3 près de Xylotymvou, surplombant Pyla, Chypre

Il s'agit de l'une des quatre enclaves chypriotes à l'intérieur de la base de Dhekelia, sous souveraineté britannique, les trois autres étant le village d'Ormidhia et les deux enclaves de la centrale électrique de Dhekelia.